# David Linden

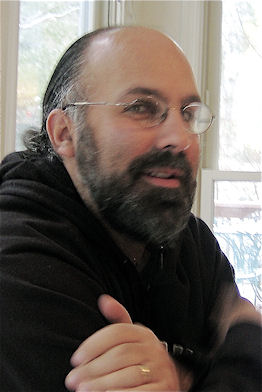
David Linden

David J. Linden (* 3. November 1961 in Santa Monica) ist ein US-amerikanischer Neurobiologe, der an der Johns Hopkins University in Baltimore, Maryland als Professor lehrt.

## Leben
David Linden wuchs in Santa Monica, Kalifornien, auf. Sein Vater war Psychiater in Los Angeles, seine Mutter Lektorin. Nach Beendigung seiner Schulzeit an der Santa Monica Highschool studierte Linden an der University of California, Berkeley und der Northwestern University in Evanston, Illinois. Nach seinem Studium arbeitete er zunächst bei dem Schweizer Pharmakonzern Hoffmann-La Roche, bevor er als Professor für Neurobiologie an die Johns Hopkins University berufen wurde. 1993 bis 1995 war er Sloan Research Fellow.
Größere Bekanntheit erlangte Linden durch mehrere populärwissenschaftliche Veröffentlichungen im Bereich der Neurowissenschaften und der Gehirnforschung, in denen er die komplexen Vorgänge der Neurobiologie in einer allgemeinverständlichen Sprache einem breiteren Lesepublikum zugängig macht.
Linden ist zudem Chefredakteur der neurobiologischen Fachzeitschrift Journal of Neurophysiology.

## Veröffentlichungen
- The Accidental Mind: How Brain Evolution Has Given Us Love, Memory, Dreams, and God. Belknap Press of Harvard University Press, Cambridge, Mass. 2007, ISBN 978-0-674-02478-6 (hup.harvard.edu).
- High. Woher die guten Gefühle kommen. Verlag C.H. Beck, München 2012, ISBN 978-3-406-63050-7 (englisch: The compass of pleasure. Übersetzt von Norbert Juraschitz).
- Das Gehirn – ein Unfall der Natur. Und warum es dennoch funktioniert. 1. Auflage. Rowohlt, Reinbek bei Hamburg 2010, ISBN 978-3-498-03932-5.